# Piaski (Polichnowo)
Piaski – część wsi Polichnowo w Polsce, położona w województwie kujawsko-pomorskim, w powiecie lipnowskim, w gminie Bobrowniki.
W latach 1975–1998 Piaski należały administracyjnie do województwa włocławskiego.